# تاکانوری چیاکی
تاکانوری چیاکی (انگلیسی: Takanori Chiaki؛ زادهٔ ۱۹ ژوئیهٔ ۱۹۸۷) بازیکن فوتبال اهل ژاپن است.